# District de Bara
Pour les articles homonymes, voir Bara.
Le district de Bara – en népalais : बारा जिल्ला – est l'un des 75 districts du Népal. Il est rattaché à la zone de Narayani et à la région de développement Centre. La population du district s'élevait à 687 708 habitants en 2011.

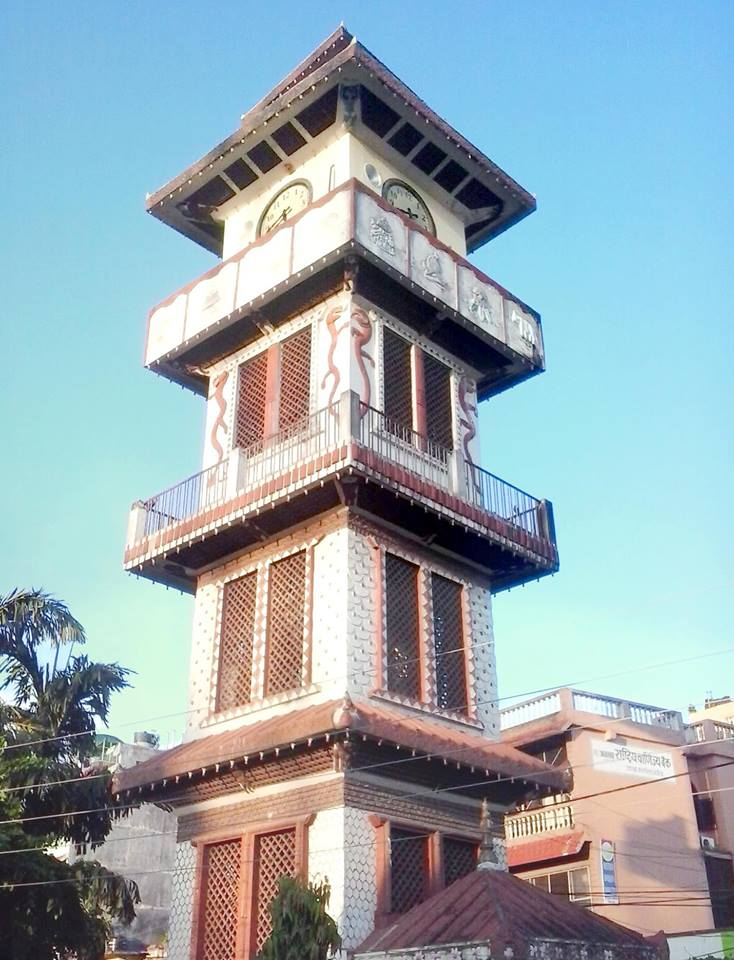
Tour de l'horloge de Kalaiya

Le 31 Mars 2019, le district fut dévasté par de puissants orages qui ont tué 30 personnes et en ont blessé 400 autres.